# Terminoflustra spinata
Terminoflustra spinata är en mossdjursart som beskrevs av Shunsuke F. Mawatari 1979. Terminoflustra spinata ingår i släktet Terminoflustra och familjen Flustridae. Inga underarter finns listade i Catalogue of Life.